# Андійський хребет
Андійський хребе́т — один з гірських хребтів Великого Кавказу (відділяється від головного хребта біля гори Барбала), розташований в північно-східній його частині, по лівому березі річки Андійске Койсу. Утворює вододіл басейну цієї річки з річками басейну Сунжи (Терско — Сулакський вододіл). Зі схилів стікають річки Аксай, Акташ.
Довжина хребта — приблизно 60 км, максимальна висота — 2736 м. Складний головним чином вапняками крейдяного періоду. На вершинах поширені гірсько-лучні ландшафти, на північних схилах — гірсько-лісові, на південних (набагато більш крутих) — чагарниково-лугостепний.
По хребту проходить кордон між Чечнею і Дагестаном в гірській їх частині.